# 황선일
황선일(黃善一, 1987년 2월 17일 ~ )은 전 KBO 리그 한화 이글스의 외야수이다.

## LG 트윈스시절
2006년에 입단하였다.

## 한화 이글스시절
2016년 8월 6일 웨이버 공시 되었다.

## 출신학교
- 군산중앙초등학교
- 군산중학교
- 군산상업고등학교

## 참조
1. ↑  KBO (2009년 3월 10일). 《한국 프로야구 기록대백과》 제4판. 892쪽.